# 이타바시혼초역
이타바시혼초역(일본어: 板橋本町駅, いたばしほんちょうえき)은 일본 도쿄도 이타바시구에 있는 철도역이다.

## 역 구조
상대식 승강장 2면 2선의 지하역. 에스컬레이터가 A3출입구와 개찰 외 콩코스를 연결하고 엘리베이터가 A1과 A3출입구와 개찰 외 콩코스를 연결한다. 화장실은 2번 승강장의 이타바시쿠야쿠쇼마에 방향에 가깝게 있고 휠체어도 대응한다. 연결통로는 밖에 있고 냉수기가 설치되어 있다.

### 승강장
| 1 | 도영 지하철 미타 선 | 오테마치・메구로・히요시 방면 |
| 2 | 도영 지하철 미타 선 | 니시타카시마다이라 방면       |

## 역 주변
역 주변으로는 의료기관과 은행이 많이 있다.
남쪽으로는 데이쿄 대학 이타바시 캠퍼스와 데이쿄 대학 의학부 부속 병원, 데이쿄 중・고등학교 등 데이쿄 대학 그룹의 학원도시가 있다. 당역 바로 위의 야마토마치 교차로는 국도 제17호선와 도쿄 도도 제318호선이 교차하고, 국도 제17호선 위에는 수도 고속 5호 이케부쿠로 선이 통과하고 있기 때문에, 자동차 배출 가스에 의한 대기 오염에 심각한 문제가 되고 있다.
- 데이쿄 대학 이타바시 캠퍼스
- 데이쿄 중・고등학교
- 도요 대학 종합 스포츠 센터
- 이타바시 시미즈 우체국
- 신이타바시 우체국
- 미즈호 은행 이타바시 지점
- S & B 식품 스파이스 센터
- 마쓰야
- 후지미 병원
- 도쿄 도도 제318호선

## 역사
- 1968년 12월 27일: 영업 개시.
- 1978년 7월 1일: 6호선을 미타 선으로 노선명 변경.

## 인접역
| 도쿄 도 교통국 미타 선                | 도쿄 도 교통국 미타 선 | 도쿄 도 교통국 미타 선                    |
| ------------------------------------- | ---------------------- | ----------------------------------------- |
| I 18 이타바시쿠야쿠쇼마에 메구로 방면 | 미타 선                | 모토하스누마 I 20 니시타카시마다이라 방면 |